# Kochersberg

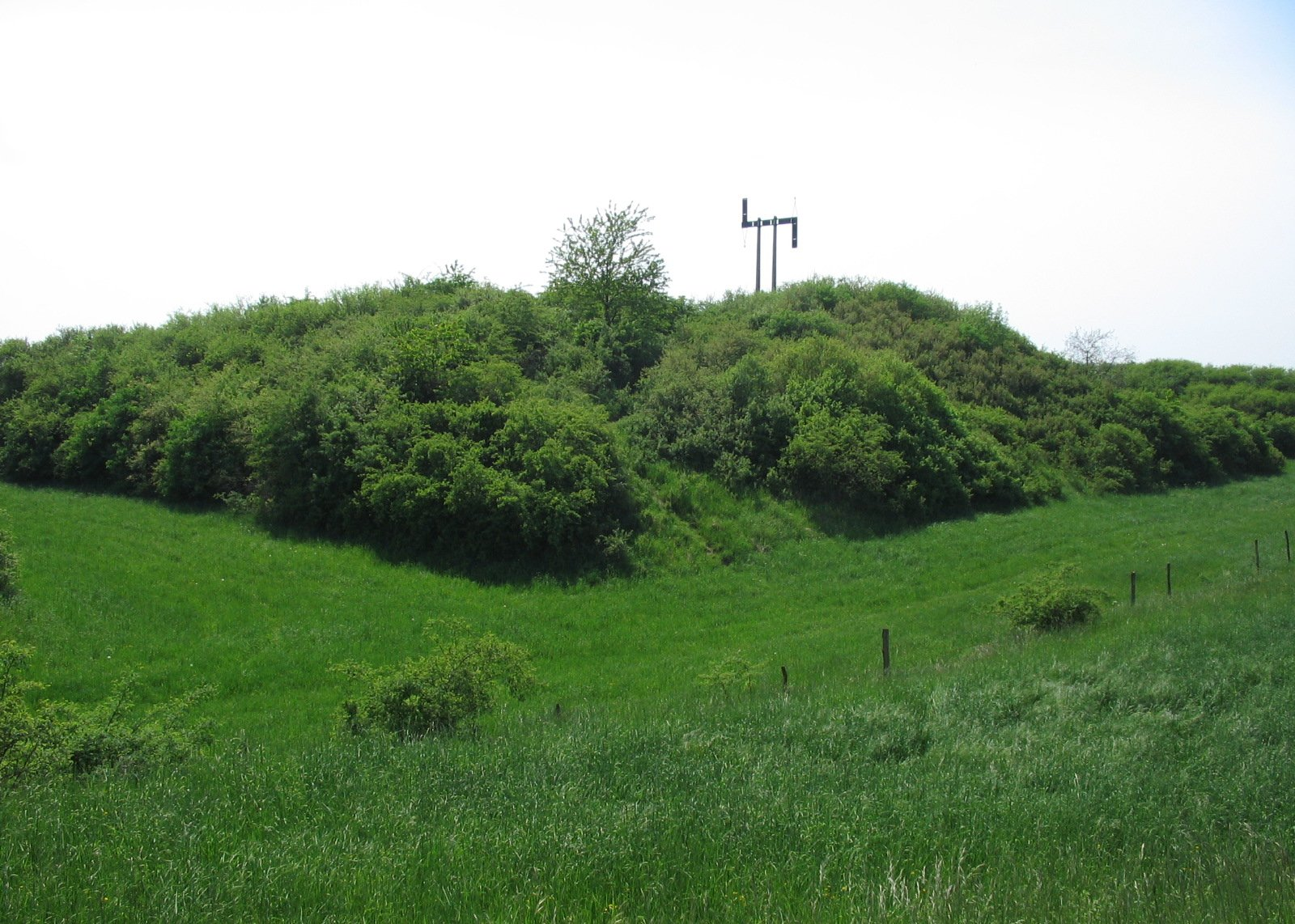
Le sommet du Kochersberg, emplacement de l'ancien château et du mémorial de la tour de Chappe actuel.

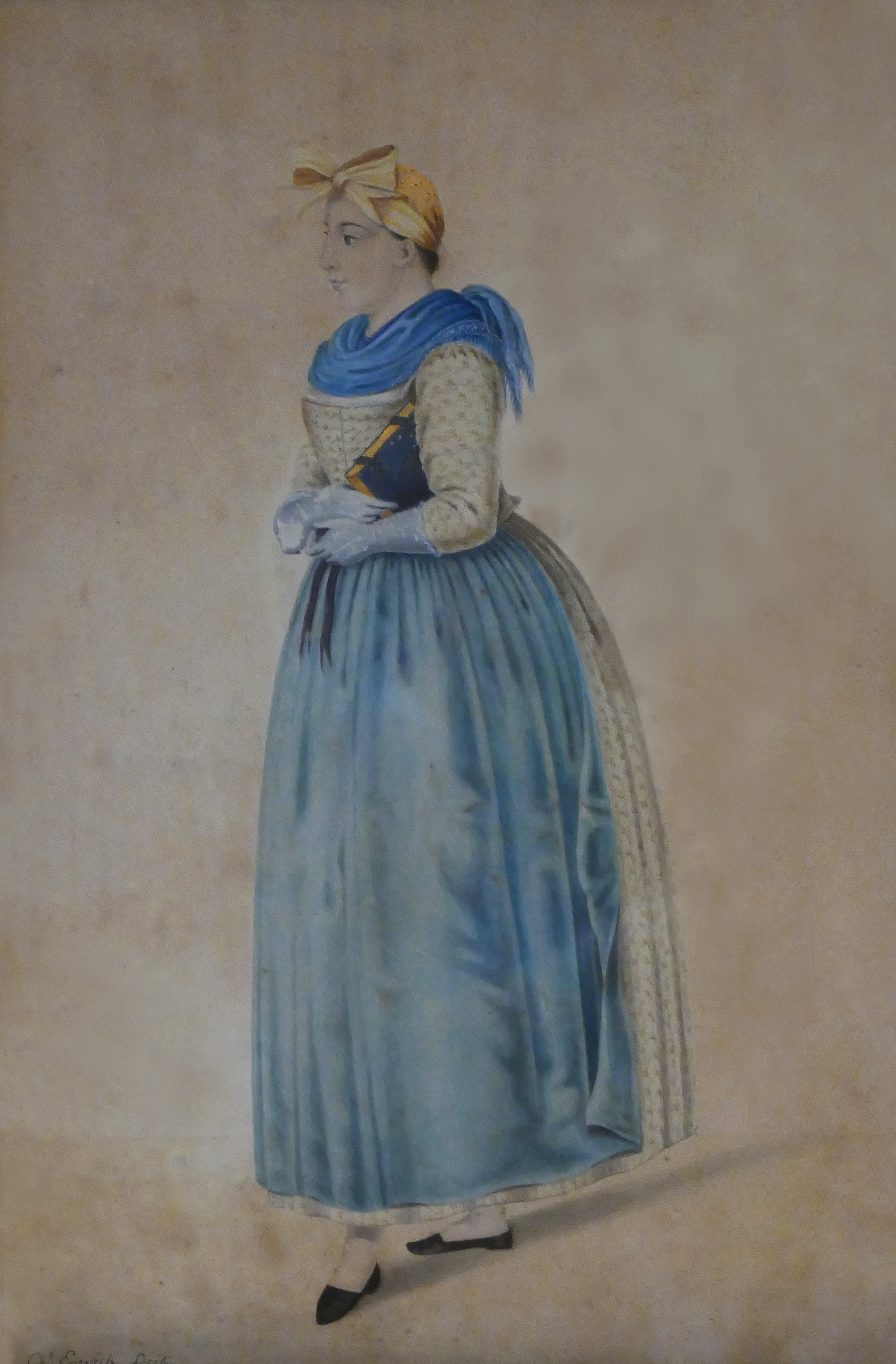
Paysanne du Kochersberg, aquarelle de Charles Emrich (1830), Musée alsacien de Strasbourg.

Le Kochersberg ([kɔχəʁsbɛʁɡ]) et l’Ackerland sont deux régions naturelles d'Alsace caractérisées par un paysage agricole de collines fertiles situées à l'Ouest de Strasbourg qui s'étendent jusqu'au piémont des Vosges. 
Par métonymie l'ensemble est appelé Kochersberg, du nom d'une ancienne motte castrale du horst de Wasselone. Ce dernier sépare les collines de l'Arrière Kochersberg à l'Ouest de celles de l'Ackerland à l'Est.
Les terres très fertiles de lœss du Kochersberg lui ont value le surnom de « grenier à blé de Strasbourg » et le dicton « riche comme un paysan du Kochersberg ».
Truchtersheim est considérée comme la capitale du Kochersberg.

## Géographie
Le Kochersberg est un ensemble collinaire de faible altitude (200 à 300 m.) qui s'étend à l'Ouest de Strasbourg, entre la Zorn et la Bruche, jusqu'au piémont vosgien. 
Le horst de Wasselone marque une limite très nette dans le paysage séparant l'Ackerland à l'Est de l'Arrière Kochersberg à l'Ouest. Ce horst nait d'une dérive du piémont vosgien dans la plaine d'Alsace descendant du massif du Schneeberg (960 m.) avec comme principaux sommets le Gœftberg (397 m.), le Marlenberg (370 m.), le Kochersberg (300 m.), le Galgenberg (285 m.) et le Gipsberg (258 m.). Il est traversé par le Kronthal y laissant passer la Mossig qui se jète plus au sud dans la Bruche entre Wolxheim et Avolsheim au pied du Scharrachberg (315 m.), confin sud-est du Kochersberg avec le piémont viticole. Les terrasses sud-est du horst sont plantées de vigne et signe le début de la route des vins d'Alsace. Ainsi le Kochersberg comprend quelques village de vignerons comme Marlenheim, Nordheim et Kuttolsheim. 
À l'Est, l'Ackerland (litt. « pays de labour ») est formé de collines de lœss de faible altitude – maximum 200 m – et d'un paysage digité de vallons orientés Est-Ouest s'écoulant vers les Rhin. C'est l'une des terres les plus fertiles d'Europe. La faille rhénane marquée par les coteaux de Hausbergen jusqu'à Hangebieten signe la limite Est du Kochersberg avec l'agglomération strasbourgeoise. 
À l'Ouest, les collines sous-vosgiennes avec un relief plus marqué (250 m.) constituent l'Arrière Kochersberg. Elles s'étendent jusqu'à Saverne et le piémont des Vosges sans organisation particulière. Le cours de la Mossel marque la limite avec l'agglomération de Saverne . 
La Zorn marque sa limite nord et la Bruche sa limite sud. 

### Géologie
Au Keuper se forment des lagunes sursalées. Outre le sel gemme de Lorraine, le gypse précipite. On rencontre le gypse à Waltenheim-sur-Zorn et Willgottheim.

## Mobilités
La communauté de communes du Kochersberg est devenue autorité organisatrice de la mobilité (AOM).

## Toponymie
L’« Ackerland » (en français « terres de labour ») tire son nom du paysage qu’elle offre. Les terres cultivées (céréales, houblon…), riches et fertiles, dominent les plaines tandis que les prés n’occupent que les fonds de vallons vouant les rares pentes plus raides aux vergers et parfois à la vigne.
La brasserie Meteor, installée à Hochfelden, produit une bière appelée Ackerland.

## Château du Kochersberg
La partie de la plaine d'Alsace appelée Kochersberg, doit son nom au mont (de : Berg ou als : Bari) Kochersberg sur lequel un château fut construit au XIIIe siècle et détruit trois siècles plus tard.
Le mont Kochersberg s'élève à 302 m (source IGN).
Située sur le territoire de la commune de Neugartheim-Ittlenheim, cette colline est facilement reconnaissable grâce au télégraphe optique de Chappe (aujourd'hui factice) qui était, de 1797 à 1852, le deuxième relais (après celui de Dingsheim) de la ligne Strasbourg-Paris via Saverne et son col.

## Maison du Kochersberg
La Maison du Kochersberg, à Truchtersheim, réalisation de la Communauté de communes du Kochersberg a pour objectif de recenser et de conserver les richesses du patrimoine local. Elle présente depuis 1982 des expositions à thème et publie deux fois par an la revue « Kocherschbari ».La Maison du Kochersberg est implantée au cœur de la commune de Truchtersheim (4 place du marché). Le nouveau bâtiment l'esKapade, accueille la Maison du Kochersberg, l'office de tourisme, un atelier d'artiste et un restaurant.